# Onopelmus
Onopelmus é um género de escaravelho aquático da família Dryopidae, que inclui as espécies Onopelmus inca, Spangler, 1980 e Onopelmus guarani, Vanin, Ide & Costa 1997. 